# Голос Кореи
«Го́лос Коре́и» (кор. 조선의 소리, чосоне сори) — радиостанция, официальное иновещание Корейской Народно-Демократической Республики. Является структурным подразделением Центрального комитета КНДР по телевидению и радиовещанию. Позывной сигнал — первая строка «Песни о Полководце Ким Ир Сене».
Ведёт передачи на русском, английском, китайском, японском, французском, немецком, испанском и арабском. Вещание ведётся на мощности 200 кВт передающим коротковолновым комплексом, расположенным в уезде Хянсан (провинция Пхёнан-Пукто) (40°04′43″ с. ш. 126°06′59″ в. д.), но традиционно называемым Куджанским, по имени соседнего уезда.
Вещательная сетка радиостанции состоит из новостей, музыкальных и политических программ, передач о стране.
Под эгидой «Голоса Кореи», кроме официальных программ, готовятся и передаются на средних и коротких волнах также передачи на корейском от имени т. н. «Патриотического фронта».
Несколько лет назад «Голос Кореи», наряду с Корейским Центральным телевидением, стал доступен на тайском спутнике Thaicom 2/5 78,5°.

## История
Станция начала своё вещание 14 октября 1945 г. как «Радио Пхеньян» с речи Ким Ир Сена на пхеньянском стадионе.
Первая зарубежная трансляция состоялась на китайском языке 16 марта 1947 года. В 1950 году началось вещание на японском языке, за ним последовали английский (1951 год), французский и русский (1963 год), испанский (1965 год), арабский (1970 год) и немецкий языки (1983 год). 
К 1960 году продолжительность еженедельного вещания на «Радио Пхеньян» составило 159 часов. В 1970 г. — 330 часов, к 1980 г. — 597 часов. В 1990 году еженедельное время вещания составило 534 часа, в 1994 г. — 529 часов, в 1996 г. — 364 часа.
В 2002 году станция была переименована в «Голос Кореи».
15 апреля 2011 года радиостанция «Голос Кореи» открыла свой интернет-сайт.

## Вещание
Русская служба «Голоса Кореи» начала своё вещание 15 июня 1963 года. Одночасовой блок вещания на русском языке повторяется в течение дня. Блок состоит из гимна КНДР, «Песни о полководце Ким Ир Сене», «Песни о полководце Ким Чен Ире», новостной программы, тематической программы, музыкальных произведений патриотического характера. Русская служба «Голоса Кореи» также осуществляет вещание в интернете в круглосуточном режиме. 
| Время, PYT | Время, PYT | Частота, кГц | Передатчик | Мощность, кВт | Направление        | Азимут |
| Начало     | Конец      | Частота, кГц | Передатчик | Мощность, кВт | Направление        | Азимут |
| ---------- | ---------- | ------------ | ---------- | ------------- | ------------------ | ------ |
| 00:00      | 00:57      | 09 425       | Куджан     | 200           | Европейская Россия | 325°   |
| 00:00      | 00:57      | 12 015       | Куджан     | 200           | Европейская Россия | 325°   |
| 02:00      | 02:57      | 09 425       | Куджан     | 200           | Европейская Россия | 325°   |
| 02:00      | 02:57      | 12 015       | Куджан     | 200           | Европейская Россия | 325°   |
| 16:00      | 16:57      | 09 875       | Куджан     | 200           | Дальний Восток     | 028°   |
| 16:00      | 16:57      | 11 735       | Куджан     | 200           | Дальний Восток     | 028°   |
| 16:00      | 16:57      | 13 760       | Куджан     | 200           | Европейская Россия | 325°   |
| 16:00      | 16:57      | 15 245       | Куджан     | 200           | Европейская Россия | 325°   |
| 17:00      | 17:57      | 09 875       | Куджан     | 200           | Дальний Восток     | 028°   |
| 17:00      | 17:57      | 11 735       | Куджан     | 200           | Дальний Восток     | 028°   |
| 17:00      | 17:57      | 13 760       | Куджан     | 200           | Европейская Россия | 325°   |
| 17:00      | 17:57      | 15 245       | Куджан     | 200           | Европейская Россия | 325°   |
| 23:00      | 23:57      | 09 425       | Куджан     | 200           | Европейская Россия | 325°   |
| 23:00      | 23:57      | 12 015       | Куджан     | 200           | Европейская Россия | 325°   |

## Интересные факты
В январе 2016 года был зарегистрирован всплеск количества прослушиваний записей выпусков радиостанции в интернете. Связано это было с популярным на тот период мемом, суть которого в том, что пользователи накладывают новостной выпуск радиостанции «Голос Кореи» на фонограмму для хип-хоп-исполнителей.